# Armoriale della Spagna
Questa pagina contiene le armi (stemmi e blasonature) della Spagna.

## Spagna

## Comunità autonome

Stemma dell'Andalusia (1982-)
Stemma dell'Aragona (1499-) (1984-)
Stemma delle Asturie (1984-)
Stemma delle Isole Baleari (XIV secolo-) (1984)
Stemma dei Paesi Baschi (1985-)
Stemma delle Isole Canarie (1982-)
Stemma della Cantabria (1985-)
Stemma di Castiglia-La Mancia (1983-)
Stemma di Castiglia e León (1230-) (1983- )
Stemma della Catalogna (XIV secolo-)
Stemma dell’Estremadura (1985-)
Stemma della Galizia (XV secolo) (1984-)
Stemma di La Rioja (1957-) (1982-)
Stemma di Madrid (1983-)
Stemma della Murcia (1982-)
Stemma della Navarra (1212-) (1982-)
Stemma della Comunità Valenciana (XV secolo-) (1984-)

## Città autonome

Stemma di Ceuta (XV secolo-)
Stemma di Melilla (1913-)

## Province

Álava
Provincia di Albacete
Provincia di Alicante
Provincia di Almería
Asturie
Provincia di Avila
Provincia di Badajoz
Isole Baleari
Provincia di Barcellona
Biscaglia
Provincia di Burgos
Provincia di Cáceres
Provincia di Cadice
Cantabria
Provincia di Castellón
Provincia di Ciudad Real
Provincia di Cordova
Provincia della Coruña
Provincia di Cuenca
Gipuzkoa
Provincia di Girona
Provincia di Granada
Provincia di Guadalajara
Provincia di Huelva
Provincia di Huesca
Provincia di Jaén
Provincia di León
Provincia di Lleida
Provincia di Lugo
Madrid
Provincia di Malaga
Murcia
Navarra
Provincia di Orense
Provincia di Palencia
Provincia di Las Palmas
Provincia di Pontevedra
La Rioja
Provincia di Salamanca
Provincia di Santa Cruz de Tenerife
Provincia di Segovia
Provincia di Soria
Provincia di Saragozza
Provincia di Siviglia
Provincia di Tarragona
Provincia di Teruel
Provincia di Toledo
Provincia di Valencia
Provincia di Valladolid
Provincia di Zamora

## Famiglia Reale

Stemma del Re di Spagna (2014-)
Stemma della Principessa delle Asturie (2001-)
Stemma del Re Juan Carlos (1975-)

## Istituzioni

Il Congresso dei deputati
Il Senato
Il Consiglio di Stato
Il Consiglio del Potere Giudiziario
Stemma delle Distintivi Giudiziari
Il Servizio di Vigilanza Doganale
L'Avvocatura dello Stato
Il Consiglio Generale dell'Avvocatura
Il Consiglio Generale di Ufficiali Giudiziari
Distintivo di Corpo Nazionale di Polizia

## Stemmi storici spagnoli

Piccolo stemma dei Monarchi degli Asburgo (1504-1580)
Piccolo stemma dei Monarchi degli Asburgo (1580-1668)
Piccolo stemma dei Monarchi degli Asburgo, Portogallo (1580-1668)
Piccolo stemma di Carlo II (1668-1700)

Piccolo stemma dei Monarchi degli Borbone Fronda d'alloro (1700-1868, 1874-1930
Piccolo stemma dei Monarchi degli Borbone Colonne d'Ercole (1700-1868, 1874-1930)
Piccolo stemma dei Monarchi degli Borbone Toson d'oro (1700-1868, 1874-1930)
Piccolo stemma dei Monarchi degli Borbone Toson d'oro e mantella (1700-1868, 1874-1930)
Versione per la bandiera (1785-1808, 1813-1873, 1875-1931)
Versione per la bandiera di guerra (1843-1868/1875-1931)

Stemma della Spagna Fronda d'alloro (1870-1873)
Stemma della Spagna Colonne d'Ercole (1870-1873)
Stemma personale di Amedeo (1870-1873)
Stemma personale di Amedeo Mantello (1870-1873)
Versione per la bandiera (1870-1873)
Versione per la bandiera di guerra (1870-1873)

Stemma della Spagna sotto Francisco Franco (1939-1945)
Stemma della Spagna sotto Francisco Franco (1945-1977)
Stemma della Spagna sotto Transizione spagnola (1977-1981)

Re Cattolici

1475-1492
Sostegni (1475-1492)
1492-1508
Sostegni (1475-1492)

Stemma di Ferdinando II di Aragona (1504-1513)
Stemma di Ferdinando II di Aragona (1513-1516)
Stemma di Ferdinando II di Aragona Sostegni (1513-1516)

Giovanna e Filippo I di Castiglia

Stemma della regina Giovanna (1504-1506 1519)
Stemma di Filippo I (Re Nominale di Castiglia) e Carlo I (Re di Castiglia) (1504-1506, 1506-1516)
Stemma di Filippo I e Carlo I Elmo, Cimiero e Svolazzi
Piccolo stemma della regina Giovanna e Carlo I (1504-1580)

Casa d'Asburgo

Stemma di Carlo I (1516-1518)
Stemma di Carlo I (1518-1520)
Stemma di Carlo I (1520-1530)
Grande stemma di Carlo I (Imperatore del Sacro Romano Impero Germanico) (1530-1556)
Medio stemma di Carlo I (1530-1556)
Medio stemma di Carlo I Campo d'oro (1530-1556)
Stemma di Filippo II (Re consorte d'Inghilterra) (1556-1558)
Stemma di Filippo II (1558-1580)
Stemma dei Monarchi degli Asburgo (1580-1668)
Stemma dei Monarchi degli Asburgo Elmo, Cimiero e Svolazzi (1580-1668)
Stemma di Carlo II (1668-1700)

- Piccolo stemma dei Monarchi degli Asburgo
(1504-1580)
- Piccolo stemma dei Monarchi degli Asburgo
(1580-1668)
- Piccolo stemma dei Monarchi degli Asburgo, Portogallo
(1580-1668)
- Piccolo stemma di Carlo II
(1668-1700)

Casa di Borbone

Stemma dei Monarchi dei Borbone Toson d'oro e Collare ordinario dello Spirito Santo (1700-1761)
Stemma dei Monarchi dei Borbone Toson d'oro e Gran Collare dello Spirito Santo (1700-1761)
Stemma dei Monarchi dei Borbone Elmo, Cimiero, Svolazzi, Collari, Tenenti, Colonne d'Ercole, Mantello e Motto (1700-1761)
Versione per la bandiera di guerra (1700-1761)

Stemma di Spagna Fronda d'alloro (1875-1931)
Stemma di Spagna Colonne d'Ercole (1875-1931)
Stemma di Spagna Toson d'oro (1875-1931)
Stemma di Spagna Toson d'oro e Mantello (1875-1931)
Versione per la bandiera di guerra (1875-1931)

Stemma di Seconda Repubblica Spagnola (1931-1939)
Versione per la bandiera (1931-1939)

Stemma dei Monarchi dei Borbone Toson d'oro (1761-1868, 1875-1931)
Stemma dei Monarchi dei Borbone Toson d'oro e Collare dell'Ordine di Carlo III (1761-1868, 1875-1931)
Stemma dei Monarchi dei Borbone Elmo, Cimiero, Svolazzi, Collari, Tenenti, Colonne d'Ercole, Mantello e Motto (1761-1868, 1875-1931)
Versione per la bandiera di guerra (1785-1808, 1813-1843)
Stemma di Alfonso XIII Toson d'oro (1931)
Stemma di Alfonso XIII Toson d'oro e Collare dell'Ordine di Carlo III (1931)

- Piccolo stemma dei Monarchi degli Borbone
Fronda d'alloro
(1700-1868, 1874-1930
- Piccolo stemma dei Monarchi degli Borbone
Colonne d'Ercole
(1700-1868, 1874-1930)
- Piccolo stemma dei Monarchi degli Borbone
Toson d'oro
(1700-1868, 1874-1930)
- Piccolo stemma dei Monarchi degli Borbone
Toson d'oro e mantella
(1700-1868, 1874-1930)
- Versione per la bandiera
(1785-1808, 1813-1873, 1875-1931)
- Versione per la bandiera di guerra
(1843-1868/1875-1931)

- Stemma di Spagna
Fronda d'alloro
(1875-1931)
- Stemma di Spagna
Colonne d'Ercole
(1875-1931)
- Stemma di Spagna
Toson d'oro
(1875-1931)
- Stemma di Spagna
Toson d'oro e Mantello
(1875-1931)
- Versione per la bandiera di guerra
(1875-1931)

Giuseppe Bonaparte

Piccolo stemma di Giuseppe Bonaparte (1808-1813)
Medio stemma di Giuseppe Bonaparte (1808-1813)
Grande stemma di Giuseppe Bonaparte (1808-1813)
Versione per la bandiera (1808-1813)

Governo Provvisorio e Prima Repubblica

Stemma di Governo provvisorio e Prima Repubblica (1868-1870, 1873-1874)
Versione per la bandiera (1868-1870)
Versione per la bandiera (1873-1874)

Amedeo
- Stemma della Spagna
Fronda d'alloro
(1870-1873)
- Stemma della Spagna
Colonne d'Ercole
(1870-1873)
- Stemma personale di Amedeo
(1870-1873)
- Stemma personale di Amedeo
Mantello
(1870-1873)
- Versione per la bandiera
(1870-1873)
- Versione per la bandiera di guerra
(1870-1873)

Seconda Repubblica
- Stemma di Seconda Repubblica Spagnola
(1931-1939)
- Versione per la bandiera
(1931-1939)

Francisco Franco e Transizione
- Stemma della Spagna sotto Francisco Franco
(1939-1945)
- Stemma della Spagna sotto Francisco Franco
(1945-1977)
- Stemma della Spagna sotto Transizione spagnola
(1977-1981)

Piccolo stemma della Spagna sotto Francisco Franco 1939-1945 1977
Piccolo stemma della Spagna sotto Transizione 1977-1981